# 近江知永
近江知永（日语：／ Tomoe Ohmi，1982年10月13日—），日本女性配音員、歌手、舞台演員。出身於埼玉縣。身高155cm。A型血。

## 簡介
- 日本旁白演技研究所出身。以前所屬的經紀公司有RAMS Professional Education（日语：RAMS Professional Education）、RAMS，並有一段時間以自由身持續參與，現隸屬於株式會社Kitty（2016年3月進入）。

### 年譜
2004年
- 以電視動畫《校園迷糊大王》為登場配角，城戶圓配音成為聲優出道作。

2005年
- 經由廣播節目「奧井雅美O-Live」舉辦的「Animelomix Audition」徵選成功勝出，並以奧井雅美監製的歌曲「泡沫（日语：ウタカタ）」成為踏入歌壇的出道作及代表作。

2008年
- 7月，從RAMS退所。從此以自由聲優身份持續參與。

2009年
- 4月，加入經紀公司M Friend（現改名FIRE WORKS）。

2013年
- 1月，從FIRE WORKS離所。又再度成為自由聲優。

2014年
- 與原田謙太（前樂團Rey（日语：Rey (バンド)）主唱）組成雙人演唱組合「AFIVE」後。同年12月26日，在阿佐谷閣樓A舉辦的演唱會『&新設立』中正式結成。

2016年
- 3月，加入經紀公司株式會社Kitty。

2017年
- 1月27日，與藝人TAIGA（日语：TAIGA）正式宣布結婚[2]。
- 4月，成為舞台劇團東京High-beam（日语：劇団東京ハイビーム）的團員。

### 人物
- 有一個哥哥、一個妹妹。妹妹結婚後於2006年生下一子。
- 喜歡的東西是咖哩，這在近江的部落格日記上經常出現。
- 興趣：作詞、彈鋼琴&吉他、畫水彩畫[1]。有關鋼琴的部分，可在現場演唱會的即彈即唱中顯露出她的才藝。
- 特長：游泳、打籃球。
- 年齡在官方網站上沒有正式公開，但是在定期主持的電台節目《動畫Para音樂館（日语：アニぱら音楽館）》中，有一次同行聲優鈴木達央當特別來賓，透露出『近江比起鈴木（1983年生）還長一歲』的訊息；另外在2007年的生日當天，她直接在自己的部落格說出年紀與《超時空要塞》系列是一樣的，因此是1982年出生則不言可喻。
- 以前是高中棒球迷，後來有一次前往東京巨蛋看球賽時深深被職棒所吸引，之後自稱是巨人隊的球迷。喜歡的選手是矢野謙次。
- 她與丈夫TAIGA（日语：TAIGA）兩人作為「TAIGA嫁」曾經一起出現在現場笑聲中。King Of Conte（日语：キングオブコント）2019中曾經晉級第二輪。

## 演出
粗體字表示主要角色。

### 電視動畫
2004年
- 校園迷糊大王（城戶圓）

2005年
- 曙光少女（莎拉·雷邦特）

2006年
- 校園迷糊大王 二學期（城戶圓）
- 草莓狂熱（竹村千早、高辻美沙、一年級生A、同級生A、下級生（社團社員）、圖書部員、女學生A）
- HANOKA ～葉之香～（日语：HANOKA〜葉ノ香〜）（春先香織）
- 怪醫美女RAY THE ANIMATION（ONE）

2007年
- Sketch book ～full color's～（佐佐木樹樹）

2008年
- 我愛美樂蒂：Kirara★（小番茄）

2010年
- MR.MEN SHOW（サイナンちゃん）

2025年
- 灰色：幻影扳機（野上）

### 電影動畫
2019年
- 灰色：幻影扳機 THE ANIMATION（野上[3]）

2020年
- 灰色：幻影扳機 THE ANIMATION Stargazer（野上）

### 網路動畫
2009年
- ONTAMA！（日语：おんたま!）（東條光）

### 遊戲
2007年
- 水瓶戰記 Alternative（日语：アクエリアンエイジ オルタナティブ）

2009年
- 光明與黑暗續戰篇 羽翼（日语：シャイニング・フォース フェザー）（沙耶香）

2012年
- Yahoo！Mobage （森下姬子）

2017年
- 灰色：幻影扳機（野上[4]）

### 外語配音

#### 動畫
- 拼命郎約翰尼（Thinky）

### 旁白
- 動畫Para音樂館（日语：アニぱら音楽館）內『出前』
- 奧井雅美單曲『zero-G-（日语：zero-G-）』電視廣告短片
- Aon Affinity Japan株式會社人才招募VTR
- 株式會社minimini企業VTR
- Inside XBOX
- 女性×BOAT RACE ～on/off～
- ICYNENE （页面存档备份，存于）特別目錄內（3隻小豬/ICYNENE STORY）
- 東海的故鄉言葉

### 廣播劇CD
年份不詳
- 校園迷糊大王（城戶圓）
- “聲優”與虛擬約會2（近江知永的你與二人的弟一次下廚）
  - （Track 9） 近江宅 其1
  - （Track 10）近江宅 其2

2004年
- ～（MC）

2006年
- 曙光少女（莎拉·雷邦特）
- 草莓狂熱（竹村千早）

2007年
- Sketch book ～前夜祭～（佐佐木樹樹）

### 廣播節目
2005年
- PSYCHIC LOVER的ANICAN RADIO（日语：サイキックラバーのアニカンRADIO）（關西電台、Anista.TV（日语：アニスタ.TV）：初代助理）
- RADIO Animelomix（日语：RADIOアニメロミックス）（10月8日－2006年10月28日）

2006年
- 近江知永的「SU」！（日语：近江知永の「す」!）（10月－2009年3月26日）

2007年
- âge新聞的時間的時間（日语：君のぞらじお）（第53回，3月9日配信）

### 電視節目
年份不詳
- Anime-TV（日语：アニメTV）（工作室來賓）
- animelo mix的電視廣告

2006年
- 動畫Para音樂館（日语：アニぱら音楽館）（常駐成員，4月－2010年3月）

2015年
- 動畫Para音樂館（日语：アニぱら音楽館）（第428回，9月4日）

2018年
- （TBS，2018年12月29日）與丈夫TAIGA（日语：TAIGA）、長男陪同出演。

### 網路節目
2011年
- （niconico直播）

### 非戲院首映
2005年
- RAY VOL.1-COLD BLOOD-[注 1]

2006年
- Gift（日语：Dramagix#Gift）（森響子）

### PV
- Maze（2009年，savage genius feat.近江知永名義）

### DVD／BD
2006年
- 動畫Para音樂館 EXTREME LIVE

2007年
- Animelo Summer Live 2007 -GENERATION A-（11月28日）

2010年
- Animelo Summer Live 2009 RE:BRIDGE 8.23（2月24日）

2010年
- 百歌♪SAY！RUN！2010（8月18日）

### 活動
- 東京High-beam（日语：劇団東京ハイビーム）、四谷天窗（日语：四谷天窓）提攜企劃長期連續公演『殺了我吧…』活動 東京High-beam脫口秀（2017年10月6日，四谷天窗（日语：四谷天窓））－活動主持人

### 舞台
- 東京High-beam（日语：劇団東京ハイビーム） vol.10『SHORT GUN SECOND SHOT』（2016年11月，作：鈴木厚人、笠井健夫、清野拓人、鹿目由紀（日语：鹿目由紀）、吉村悠（日语：吉村ゆう），演出：吉村悠）
- 東京High-beam vol.11『My Sweet Baby』（2017年5月，作、演出：吉村悠）－飾演主角·春野百合子
- 東京High-beam、四谷天窗（日语：四谷天窓）提攜企劃長期連續公演『殺了我吧…』（2017年7月－10月，編劇：李興國，腳色、演出：吉村悠）－路人女子（與黑田由祈（日语：黒田由祈）、江田會、鈴木實羅共4人一起）
- gumi東亞洲演劇祭公式招聘作品 韓國旅行團『你好，鬼怪們』（作、演出：吉村悠，2017年9月6日－9月7日在釜山漢杰藝術劇場／2017年9月10日在gumi東亞洲演劇祭舉行公演）－飾演主角·佐竹真理子
- 東京High-beamvol.12『SHORT GUN THIRD SHOT』（綜合公演，2017年12月，作：鈴木厚人、鹿目由紀（日语：鹿目由紀）、清野拓人、中澤功、吉村悠，演出：吉村悠）、『天才的推理與凡人的心理』－飾演 玲花／『別打開那扇門 ～Don't open the door～』－飾演 主持人役／『你好，鬼怪們』－飾演主角·佐竹真理子

## 音樂作品

### 單曲
| 枚數 | 發行日期       | 單曲名稱（日文名稱）                       | 規格編號   | 規格編號   | 最高排名 |
| 枚數 | 發行日期       | 單曲名稱（日文名稱）                       | 初回限定盤 | 通常盤     | 最高排名 |
| ---- | -------------- | ------------------------------------------ | ---------- | ---------- | -------- |
| 1st  | 2005年7月27日  | 泡沫（ウタカタ）                                   | －         | EVCS-0003  |          |
| 2nd  | 2005年11月23日 | Float ～在天空的彼方～（Float ～空彼方～） | －         | EVCS-0004  | 第156名  |
| 3rd  | 2006年5月10日  | 夕凪                                       | －         | EVCS-0007  | 第87名   |
| 4th  | 2007年6月20日  | Happy Days                                 | EVCS-0010  | EVCS-0011  |          |
| 5th  | 2008年11月5日  | 冬季向日葵（冬向日葵）                     | －         | EVCS-0014  |          |
| 6th  | 2009年5月13日  | Beloved                                    | －         | EVCS-0016  | 第157名  |
| 7th  | 2010年7月28日  | 女朋友（ガールフレンド）                                 | －         | DGES-10001 | 第191名  |

### 和聲單曲
| 枚數 | 發行日期       | 單曲名稱（日文名稱） | 規格編號  | 名義                         |
| ---- | -------------- | -------------------- | --------- | ---------------------------- |
| 1st  | 2005年12月28日 |                      | EVCS-1001 | 阿部玲子、宮崎羽衣、近江知永 |
| 2nd  | 2006年8月30日  | ×                    | EVCM-1001 | 阿部玲子、宮崎羽衣、近江知永 |

### 專輯
| 枚數 | 發行日期     | 專輯名稱   | 規格編號   | 規格編號  | 最高排名 |
| 枚數 | 發行日期     | 專輯名稱   | 初回限定盤 | 通常盤    | 最高排名 |
| ---- | ------------ | ---------- | ---------- | --------- | -------- |
| 1st  | 2009年8月5日 | HAPPY DAYS | EVCA-0012  | EVCA-0013 | 圈外     |

### 其它LIVE影像
- 動畫Para音樂館（日语：アニぱら音楽館） EXTREME LIVE（2006年）
- Animelo Summer Live 2007 -GENERATION A-（2007年11月28日）
- RAMS LIVE FESTIVAL 2007（2008年3月12日）
- Animelo Summer Live 2009 RE:BRIDGE 8.23（2010年2月24日）
- 百歌♪SAY!RUN!2010（2010年8月18日）

### 參加作品
2005年
- ONENESS（日语：ONENESS (Animelo Summer Liveの曲)）（6月24日）

2007年
- 動畫Para音樂館主題歌曲集（3月7日）
- Generation-A（日语：Generation-A）（6月20日）
- RAMS LIVE FESTIVAL 2007 Theme Song（11月22日）

2008年
- Happy！Clappy Happy！Song Best（3月19日，收錄在DVD）
- Tribute to Masami Okui ～Buddy～（日语：Tribute to Masami Okui 〜Buddy〜）（6月25日）

2009年
- Maze （页面存档备份，存于）（6月3日，savage genius feat.近江知永名義）
- RE:BRIDGE ～Return to oneself～（日语：RE:BRIDGE〜Return to oneself〜）（6月24日）
- （11月25日，近江知永與Palette名義）

2010年
- 新·百歌聲爛 女性聲優篇（5月5日）
- B型H系1 我不知道可怕的事情(笑)無修正版 DVD／BD封入特典 BH ～B型H系～（8月6日）

2015年
- PC遊戲「戀仲」complete vocal album（8月21日）
- 公主殿下LOVE生活！ Vocal&Soundtrack Album（9月18日）

## LIVE活動

### 獨唱LIVE
| 回數 | 公演年份 | 形式 | 標題名稱                                                  | 公演日期／會場地點                     |
| ---- | -------- | ---- | --------------------------------------------------------- | -------------------------------------- |
| 1st  | 2009年   | 單發 | animelo mix Presents 近江知永 1st Live「Happy Sensation」 | 全1回公演：9月22日／Shibuya DESEO      |
| 2nd  | 2010年   | 單發 | 近江知永 2nd Live「Happy Sensation vol.2」                | 全1回公演：9月25日／LIVE-BAR The DOORS |

### LIVE活動
| 公演年份 | 形式     | 標題名稱                                | 公演日期／會場地點                             |
| -------- | -------- | --------------------------------------- | ---------------------------------------------- |
| 2005年   | 嘉賓出演 | Animelo Summer Live 2005 -THE BRIDGE-   | 全1回公演：7月10日／國立代代木競技場第一体育館 |
| 2005年   | 嘉賓出演 | Invitation Live ～gift～                | 全1回公演：12月31日／澀谷O-EAST                |
| 2006年   | 嘉賓出演 | 動畫Para音樂館 EXTREME LIVE             | 全1回公演：9月17日／東京Mielparque Hall        |
| 2007年   | 嘉賓出演 | Animelo Summer Live 2007 -Generation-A- | 全1回公演：7月7日／日本武道館                  |
| 2008年   | 嘉賓出演 | 動畫Para音樂館 EXTREME LIVE             | 全1回公演：5月6日／澀谷O-EAST                  |
| 2009年   | 嘉賓出演 | Animelo Summer Live 2009 -RE:BRIDGE-    | 全1回公演：8月23日／埼玉超級競技場             |

## 其它

### 書籍
- Live Photo Book「Return to Love」（2015年）

### 作詞

#### 作詞提供
2007年
- Pray For Happiness（與山村響共同作詞，主唱：野川櫻、宮崎羽衣、PSYCHIC LOVER、酒井香奈子、井之上奈奈、近江知永、庄子裕衣、阿部玲子、三好麻美、山村響）

## 腳註

## 外部連結
- （日語）－近江知永的官方個人部落格。
- 近江知永的X（前Twitter） （日語）
- ohmi_003的專訪（來自本人的THE INTERVIEWS頁面） （日語）
- （日語）－niconico munity（日语：ニコニコミュニティ）影片分享網站。
- AFIVE公式HP （日語）